# Комьят, Аладар
Аладар Комьят (венг. Komját Aladár, настоящая фамилия Korach; 11 февраля 1891, Кашша, ныне Кошице — 3 января 1937, Париж) — венгерский поэт и коммунистический активист. 

## Биография
Из семьи еврейского происхождения, брат инженера-химика, члена Венгерской академии наук Мора Корача и журналистки, деятельницы коммунистического движения Юлии Кеньереш. В 20-летнем возрасте перебрался в Фиуме, где работал в суде, откуда спустя два года был переведён в Будапешт. С 1914 года устроился на аккумуляторный завод Тудора расчётчиком. Во время Первой мировой войны участвовал в антимилитаристском и революционно-социалистическом движении. Одним из первых вступил в Коммунистическую партию Венгрии (1918).
Участвовал в установлении Венгерской советской республики 1919 года и был членом её писательского директората, после её поражения перешёл на нелегальное положение. Бежал в Вену, был официально выдворен из Венгрии, эмигрировал в Италию, затем переехал в Германию, издавался в Москве; с 1933 года жил в Швейцарии, с 1935 — во Франции. Выступил одним из учредителей «Союза революционных писателей и художников Венгрии». В 1966 году его прах был перезахоронен на кладбище Керепеши.

## Творчество
Печататься начал в 1910 году, в том числе в газете Социал-демократической партии Венгрии «Népszava», авангардистском журнале Лайоша Кашшака «A Tett» и активистско-литературном журнале венгерских левых экспрессионистов «Ма» («Сегодня», 1915). Уже ранние произведения Комьята, воспевающие индустриальный город, проникнуты критикой социальных взаимоотношений капиталистического общества. Стихи сборников «Kialtàs» («Клич», 1916/1917) и «Uj Internationàl» («Новый Интернационал», 1919) оказали сильное впечатление на поэтический молодняк страны новизной своей формы и тематики: социальный протест, жгучая ненависть к правящим классам и империалистической войне.
Убедившись, что революционность литературной группы «Ma» ограничивается новаторством в области формы, Комьят порвал с Кашшаком и основал в 1918 году первый коммунистический научно-литературный журнал «Die Internationale», который впоследствии превратился в официальный орган венгерской компартии. Печатавшиеся в нем стихи проникнуты патетикой борьбы за пролетарскую революцию и выработки отчётливого классового сознания пролетариата средствами искусства. Аладар Комьят, Матьяш Дьёрдь, Йожеф Лендел и Йожеф Реваи совместно издали антологию «1918. Szabadulás» («1918. Освобождение»).
В эмиграции сотрудничал в марксистских периодических изданиях разных стран на венгерском языке; в 1922 году основал на платформе коммунистической партии посвящённый литературе и искусству журнал «Egyseg» («Единство»). Посвятил поэтический цикл борьбе гамбургских рабочих. В 1931 году Комьят участвовал в дебатах среди немецкого литературного авангарда, объединившись с Карлом Биро-Розингером и Гансом Мархвицей в отстаивании более пролетарского подхода к письму против позиций Карла Августа Виттфогеля. В стихах сборников «Mindent akarunk» («Хотим всего!», 1931) и «Megindul a föld» («Земля двинулась», 1937) воспевал героизм рабочего класса.